# Erik Durm
Erik Durm (Pirmasens, Njemačka, 12. svibnja 1992.) njemački je nogometaš  koji trenutačno igra za SG Rieschweiler.

## Klupska karijera
Durmov nogometni razvoj započeo je u lokalnom SG Rieschweileru dok je u Saarbrückenu bio najbolji strijalac juniorskog prvenstva s 13 pogodaka. Nakon toga uslijedila je epizoda u Mainzu gdje je igrao za juniore i drugu momčad. Zbog dobrih igara, klub mu je ponudio profesionalni ugovor, međutim, Durm ga je odbio kako bi potpisao za Borussiju Dortmund. Ondje je kao i u Mainzu, najprije igrao za B sastav koji se natjecao u njemačkoj trećoj ligi.
Tijekom sezone 2013./14. uveden je u A tim te je za Borussiju debitirao u susretu protiv Augsburga gdje je kao ušao u igru kao zamjena Robertu Lewandowskom. Tijekom šestogodišnje karijere u dresu BVB-a, s klubom je osvojio jedan kup i dva Superkupa.
13. srpnja 2018. objavljeno je da igrač za nepoznati iznos odlazi u engleski Huddersfield Town. Nakon jedne sezone vratio se u domovinu gdje je potpisao četverogodišnji ugovor za Eintracht Frankfurt.

## Reprezentativna karijera
Durm je igrao za njemačke U19, U20 i U21 reprezentacije prije nego što je ušao u seniorski sastav. Ondje je debitirao 2014. u prijateljskom susretu protiv Kameruna. Sljedeći dan njemački izbornik Löw ga je uveo na konačan popis reprezentativaca za Svjetsko prvenstvo u Brazilu. Na tom turniru je s nacionalnom selekcijom osvojio svjetski naslov.

## Osvojeni trofeji

### Klupski trofeji
| Klub                | Trofej             | Godina / sezona |
| Njemačka            | Njemačka           | Njemačka        |
| ------------------- | ------------------ | --------------- |
| Borussia Dortmund   | Njemački kup       | 2016./17.       |
| Borussia Dortmund   | Njemački Superkup  | 2013., 2014.    |
| Eintracht Frankfurt | UEFA Europska liga | 2021./22.       |

### Reprezentativni trofeji
| Turnir             | Trofej | Godina |
| ------------------ | ------ | ------ |
| Svjetsko prvenstvo | Zlato  | 2014.  |

## Vanjske poveznice
- Profil igrača na Transfermarkt.de
- Profil igrača na Fussballdaten.de